# Mtiuleti

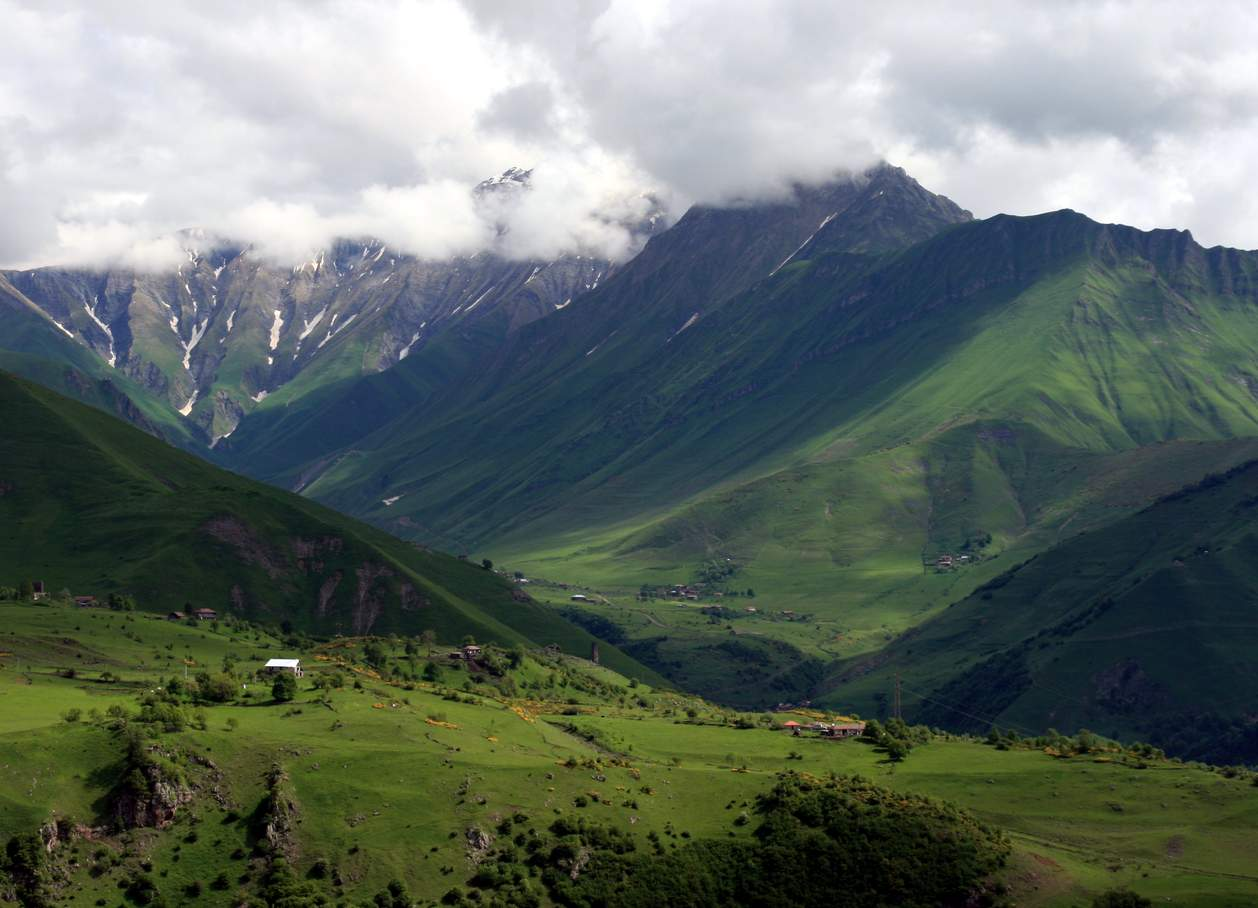
Garganta de Jada, Mtiuleti.

Mtiuleti (en georgiano: მთიულეთი; literalmente, 'la tierra de las montañas') es una provincia histórica en Georgia Oriental, en las laderas del sur de las montañas del Gran Cáucaso. Comprende principalmente el Valle del Aragvi Blanco y limita con Gudamakari al este, Jando al sur, Tsjrazma al oeste y Jevi al norte. Mtiuleti ocupa partes de los distritos modernos de Dusheti y Kazbegi, región de Mtsjeta-Mtianeti (mjare). 
Mtiuleti es actualmente famoso por sus pintorescas praderas alpinas y por sus pueblos aislados con torres medievales. Entre su patrimonio más preciado está el complejo medieval de Ananuri, con dos iglesias y una fortaleza sobre el río Aragvi, que perteneció a la casa de los Eristavi de Aragvi. El pueblo (daba) de  Pasanauri, famoso por su jinkali, es el centro tradicional de la región.

## Historia
En su sentido original y más estricto, Mtiuleti comprende una pequeña comunidad histórica de montaña llamada Tsjavati. Desde el siglo XIII, los valles vecinos de Jado y Gudamakari también se han visto con frecuencia como partes de Mtiuleti.
Según una tradición histórica, Santa Ninó, fue una mujer que predicó e introdujo el cristianismo en Georgia a principios del siglo IV. Se tienen referencias de Mtiuleti y su gente en relación con la campaña georgiana del comandante árabe Bugha al-Kabir, cuyo ejército asaltó las montañas del Iberia/Kartli en la década de 850, pero no consiguió doblegar a los habitantes de Mtiuleti a someterse. En los siglos siguientes, los habitantes de Mtiulet se mantuvieron fieles a la corona georgiana y se unieron a la expedición enviada por la reina Tamara para someter a los rebeldes clanes de la montaña a principios del siglo XIII. Bajo Tamara, debido a su ubicación estratégica como una de las principales rutas a través de las montañas del Cáucaso, Mtiuleti estuvo bajo la administración de funcionarios georgianos de alto rango como Abulasan, un virrey de Kartli, y Tchiaber, un canciller de Georgia. 
A principios del siglo XIV, Mtiuleti fue disputado entre dos poderosas casas feudales, los Eristavi de Ksani y los Aragvi. Apoyado inicialmente por los reyes de Georgia, los primeros prevalecieron, pero por poco tiempo. Los eventuales vencedores, los Eristavi de Aragvi, gobernaron la zona hasta que fueron desposeídos por el rey de Georgia en 1743. De mayo a septiembre de 1804, Mtiuleti fue escenario de una incómoda revuelta contra la Rusia imperial, que se había anexionado Georgia Oriental en 1801. El levantamiento se extendió rápidamente por las regiones montañosas vecinas, pero finalmente fue reprimido por el comandante ruso Pavel Tsitsianov después de intensos combates.